# حارة ظهر حمير الجنوبي (أزال)
حارة ظهر حمير الجنوبي هي إحدى حارات حي أزال بمديرية أزال في مدينة صنعاء، بلغ تعداد سكانها 2663 نسمة حسب تعداد اليمن لعام 2004.